# Max Arbez
Pour les articles homonymes, voir Arbez.
Max Arbez, né le 2 décembre 1901 à Cousance et mort le 28 mars 1992 aux Rousses, est un agent d'assurance et hôtelier-restaurateur français, résistant et « passeur » qui s'est illustré durant la Seconde Guerre mondiale. Des centaines de Juifs et de résistants lui doivent la vie sauve. Le 22 avril 2012, Max Arbez est reconnu Juste parmi les nations à titre posthume par l'Institut Yad Vashem. C'est son épouse, âgée de presque 103 ans, qui a reçu la médaille d'honneur en son nom, le 6 octobre 2013. Max Arbez était un ami proche de Paul-Émile Victor.

## Éléments biographiques
En 1862, tandis que la frontière Franco-Suisse était redessinée, un certain Ponthus faisait construire un édifice sur le trajet même de la nouvelle frontière au hameau de La Cure à Saint-Cergue. Jules Arbez (né en 1874), le père de Max, y installera un hôtel : l'Hôtel Arbez franco-suisse. Sa position stratégique fera dire à Edgar Faure qu'il s'agissait de la « principauté d'Arbézie ». Durant la seconde Guerre mondiale, Max Arbez assisté de son épouse, Angèle Arbez, aidera des centaines de Juifs et de résistants à regagner tantôt la zone libre, tantôt la Suisse. C'est un Juif hollandais, Alexander Lande, qui avait cinq ans à l'époque (en 1942) et dont Max Arbez avait aidé la famille à passer en zone libre, qui après une enquête minutieuse parvint à identifier au travers des lettres laissées par sa maman (mais qui ne mentionnait aucun nom) celui à qui sa famille devait le salut. Il a alors entrepris des démarches auprès de l'Institut Yad Vashem. De son vivant, Max Arbez a toujours refusé toute reconnaissance officielle de son action durant la guerre estimant qu'il n'avait jamais fait que ce que lui dictait sa conscience.